# WSMO
Web Service Modeling Ontology (WSMO) é um modelo conceitual para aspectos relevantes relacionados aos Web Services Semânticos. Ele fornece um modelo baseado em Ontologias que suporta a entrega e interoperabilidade dos Web Services Semânticos.
O WSMO possui quatro componentes principais:
- Goals (Objetivos) - Os objetivos dos clientes ao consultarem um Web Service.
- Ontologies (ontologias) - Uma descrição semântica formal da informação utilizada por todos os outros componentes.
- Mediators (mediadores) - Conectores entre os componentes com possibilidades de mediação. Fornecem interoperabilidade entre diferentes ontologias.
- WebServices - Descrição semântica dos Web Services. Pode incluir descrição funcional (Capacidade) e de utilização (Interface).

O grupo de trabalho WSMO, parte do ESSI, alinha os esforços de pesquisa e desenvolvimento na área de Web Services Semânticos entre vários projetos de pesquisa Europeus do FP6.
O grupo de trabalho WSMO compreende o grupo de trabalho WSML, cujo foco é o desenvolvimento de uma linguagem chamada Web Service Modeling Language (WSML) que formaliza a WSMO.